# چاه دشت محمدخان ۵
چاه دشت محمدخان ۵ یک منطقهٔ مسکونی در ایران است که در دهستان صحرا واقع شده است.